# Vince Lombardi Trophy
Vince Lombardi Trophy är trofén som tilldelas det årliga vinnarlaget av National Football League´s mästerskapsmatch, Super Bowl. Trofén är namngiven till minne av NFL-tränaren Vince Lombardi, som ledde Green Bay Packers till segrar i de två första Super Bowl-matcherna.